# Lijst van burgemeesters van Landerd
Dit is een lijst van burgemeesters van de Nederlandse gemeente Landerd in de provincie Noord-Brabant van haar instelling op 1 januari 1994 tot haar opheffing op 1 januari 2022, toen de gemeente opging in de nieuw ingestelde gemeente Maashorst.
| Ambtsperiode | Naam burgemeester                 | Partij of stroming | Bijzonderheden |
| ------------ | --------------------------------- | ------------------ | -------------- |
| 1994 - 2003  | Tiny (M.W.M.) Kooijmans           | CDA                |                |
| 2003 - 2013  | Willy (W.C.) Doorn-van der Houwen | CDA                |                |
| 2013 - 2021  | M.C. (Marnix) Bakermans           | Jong Uden          | [ 1 ]          |